# Cuspidaria argentea
Cuspidaria argentea là một loài thực vật có hoa trong họ Chùm ớt. Loài này được (Wawra) Sandwith mô tả khoa học đầu tiên năm 1954.